# Joan Navarro i Reverter
Joan Navarro i Reverter (castellà: Juan Navarro Reverter)  (València, 27 de gener de 1844 - Madrid, 2 d'abril de 1924) fou un enginyer, literat i polític valencià, va ser ministre d'Hisenda durant el regnat de la regència de Maria Cristina d'Habsburg-Lorena i durant el regnat d'Alfons XIII període aquest en el qual també va ser ministre d'Estat.

## Biografia
Inicialment membre del Partit Liberal Fusionista posteriorment es va unir al Partit Conservador de Cánovas del Castillo fins que, en 1897, en morir aquest, va abandonar les seves files en desacord amb la prefectura del partit assumida per part de Francisco Silvela passant des de llavors a militar en les files del Partit Liberal amb el qual va concórrer a les eleccions de 1903, obtenint un escó per Castelló..
Senador vitalici el 1903, va ser ministre d'Hisenda en el govern que entre el 23 de març de 1895 i el 4 d'octubre de 1897 va presidir Cánovas. Ja durant el regnat d'Alfons XIII tornaria a ocupar aquesta cartera ministerial en altres tres ocasions: entre el 6 de juliol i el 30 de novembre de 1906 en un govern presidit per José López Domínguez; entre el 4 de desembre de 1906 i el 25 de gener de 1907 en un gabinet encapçalat per Antonio Aguilar y Correa; i entre el 12 de març i el 31 de desembre de 1912 en un govern presidit per José Canalejas y Méndez. Igualment va ser ministre d'Estat en un gabinet presidit pel Comte de Romanones entre el 31 de desembre de 1912 i el 13 de juny de 1913. Així mateix va ser president del Consell d'Estat.
D'altra banda, el 1890 fou escollit acadèmic de la Reial Acadèmia de Ciències Exactes, Físiques i Naturals, però no hi va ingressar fins al 1894 amb el discurs Lo invisible y lo desconocido. El 1914 també fou escollit acadèmic de la Reial Acadèmia Espanyola amb el discurs El renacimiento de la poesía provenzal en España.

## Obres
- Del Turia al Danubio (1873)
- El impuesto sobre la renta, Páginas Escogidas (1912)
- Estudios Literarios
- Lo invisible y lo desconocido